# Enclaves sérvios em Kosovo

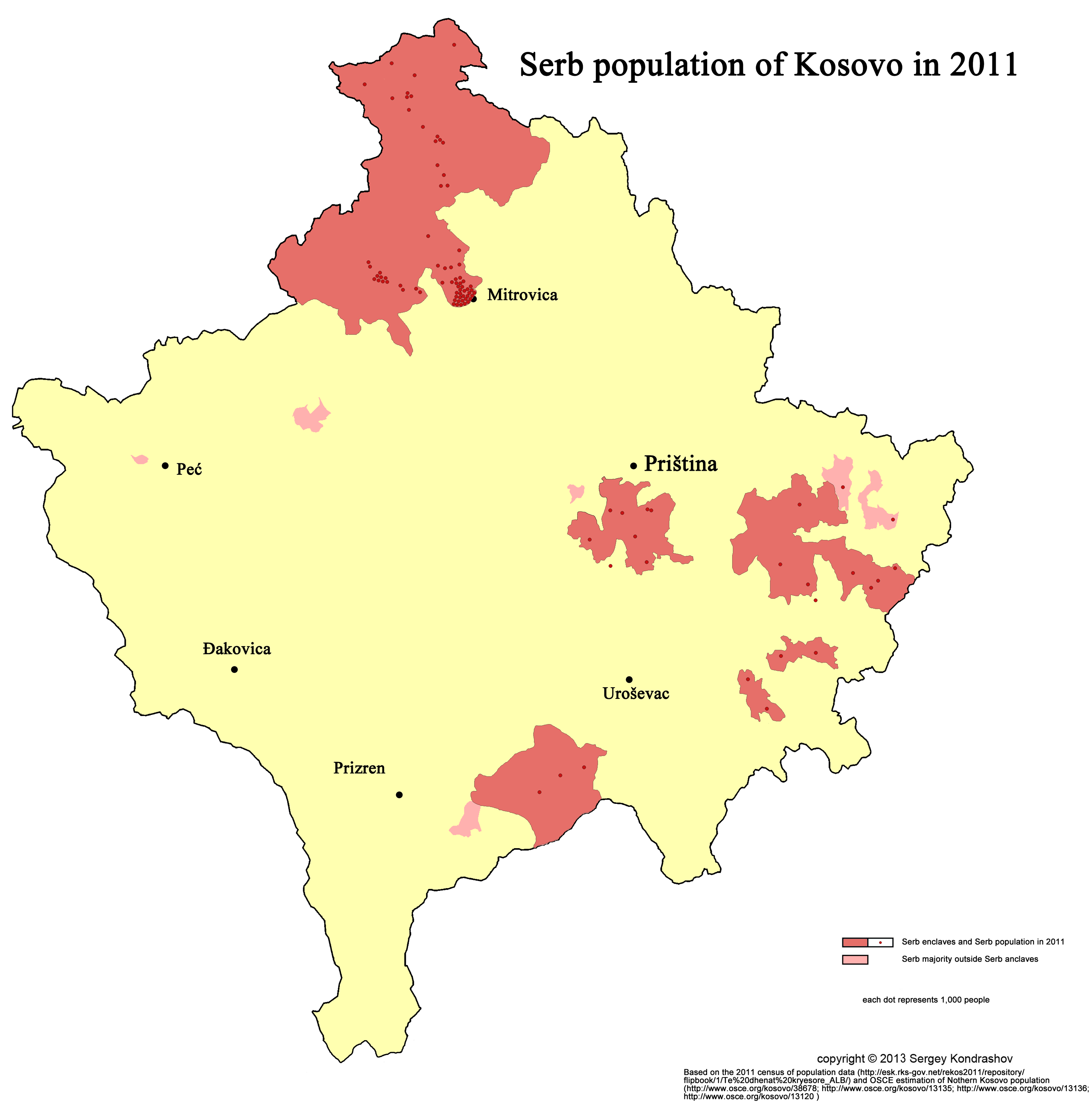
População sérvia do Kosovo em 2011

Os enclaves sérvios são assentamentos em Kosovo fora do Kosovo do Norte ("ao sul do Ibar "), onde os sérvios são maioria. Após a saída inicial após a Guerra do Kosovo, a situação das comunidades sérvias do Kosovo melhorou e, ao abrigo do plano de Ahtisaari, os direitos das minorias foram promovidos.
Os sérvios frequentemente constroem bloqueios de estradas e barricadas para impedir o acesso da polícia de Kosovo e dos oficiais da alfândega. O Acordo de Bruxelas de 2013 permitiu o pleno funcionamento da Polícia do Kosovo e funcionários aduaneiros, enquanto a Comunidade de Municípios da Sérvia está planejada para ser criada dentro do quadro jurídico da República do Kosovo.

## História
De acordo com o censo de 1991 na Iugoslávia, havia cinco municípios com maioria sérvia na Província Autônoma de Kosovo e Metohija. Eram eles: Leposavić, Zvečan, Zubin Potok, Štrpce e Novo Brdo. Os restantes municípios tinham uma maioria albanesa, enquanto outras minorias étnicas significativas (como os muçulmanos étnicos e ciganos) não formavam maiorias em nenhum dos municípios.
Antes da Guerra do Kosovo em 1999, havia muito mais sérvios vivendo no território do Kosovo. Muitos deles partiram em 1999, e alguns mais partiram durante os distúrbios de 2004, quando a comunidade sérvia e a herança cultural sérvia foram visados e, como resultado, 35 igrejas, incluindo 18 monumentos culturais, foram demolidas, queimadas ou severamente danificadas. As estimativas do número de sérvios assim deslocados variam de 65.000 a 250.000 Apenas cerca de 3.000 deles retornaram desde então. Com base no antigo ministério sérvio para Kosovo e Metohija, 312 das 437 cidades e vilas em que viviam os sérvios foram completamente limpos etnicamente e, na violência que se seguiu, mais de 1.000 sérvios foram mortos, enquanto 841 foram sequestrados e 960 feridos.
Entre 2000 e 2008, a administração da UNMIK criou oito novos municípios no território do Kosovo, três dos quais têm uma maioria étnica sérvia: Gračanica, Klokot-Vrbovac e Ranilug. Em 2008, a Assembleia da Comunidade de Kosovo e Metohija foi criada para coordenar os esforços da minoria sérvia em Kosovo. Existem cerca de 120.000 sérvios em Kosovo, dos quais cerca de um terço estão no norte. Eles acreditam que se os funcionários do governo da República de Kosovo forem posicionados na fronteira, Kosovo acabará assumindo o controle do norte, que agora é uma parte de fato da Sérvia. Os sérvios de Kosovo, especialmente no norte, rejeitam sua independência.

## Demografia

### Municípios

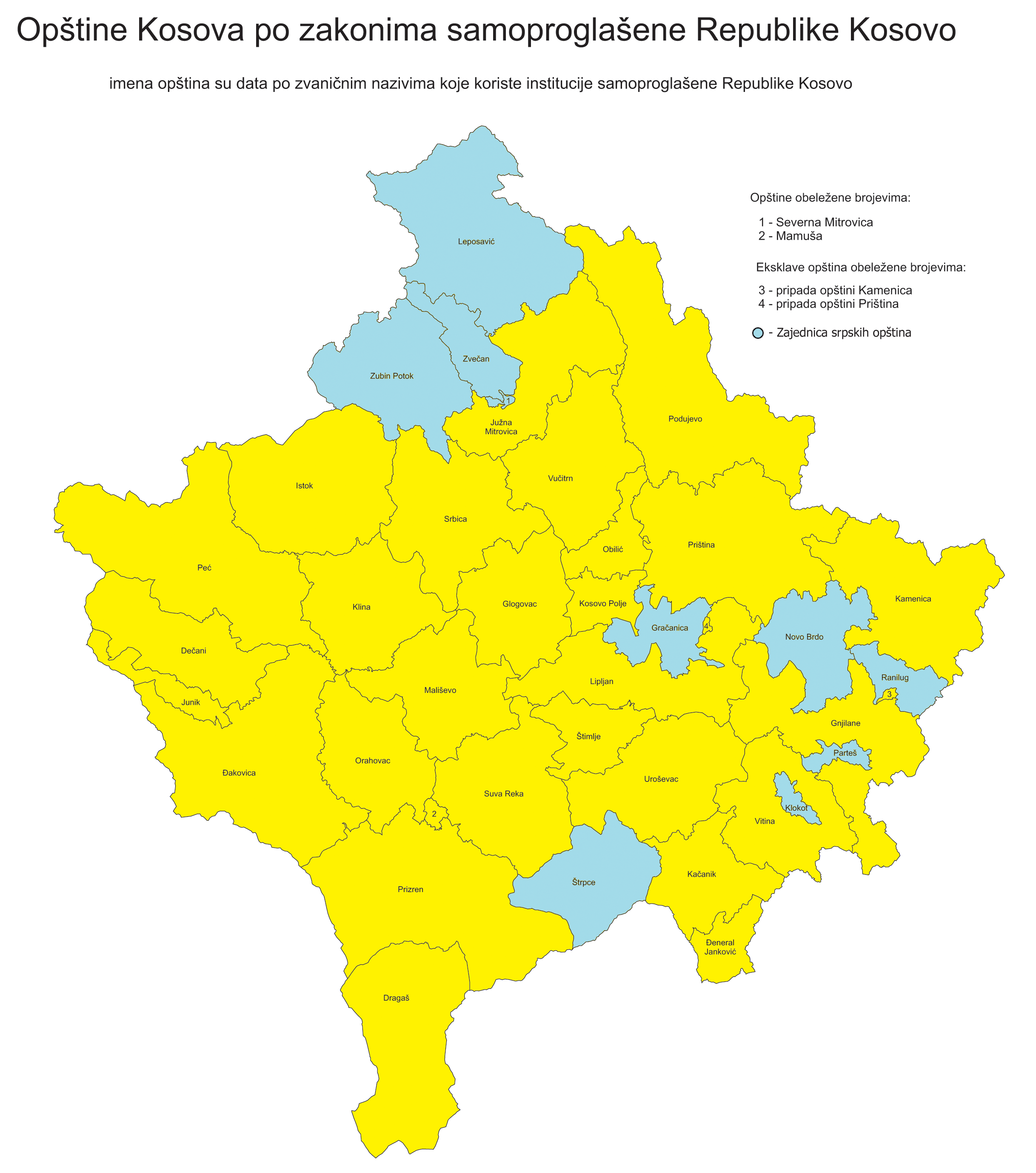
A Comunidade de Municípios da Sérvia criada pelo Acordo de Bruxelas de 2013.

De acordo com o censo de 2011, que foi boicotado no norte do Kosovo e parcialmente boicotado pelos sérvios no sul do Kosovo, os municípios de Gračanica, Parteš e Ranilug (enclaves, fora do norte do Kosovo) têm uma maioria sérvia, enquanto os sérvios formam cerca de 45% da população total de Novo Brdo, Štrpce e Klokot.
A antiga divisão administrativa de municípios com assentamentos sérvios:
- Município de VučitrnGojbulja, Panjetina, Prilužje (mais de 3.000 sérvios), Grace
- Cidade de Pristina: Plemetina, Gračanica
- Município de Lipljan: Dobrotin, Livađe, Donja Gušterica, Gornja Gušterica, Suvi Do, Staro Gracko, Novo Naselje
- Município de Kosovo PoljeBatuse
- Município de Gjilan: Šilovo, Pasjane, Parteš (novo município), Koretište, Donja Budriga, Stanišor, Kusce, Straža, G.Makreš, Kmetovce,[11] Poneš [11]
- Município de PećGoraždevac ;[12] pluralidade: Belo Polje
- Município de IstokOsojane, Crkolez
- Município de Orahovac: Velika Hoča (1.200 sérvios)
- Município de Dardana:[13] Ranilug, Ropotovo, Donje Korminjane
- Município de VitiKlokot, Vrbovac, Trpeza, Novo Selo, Žitinje
- Município de Novo BrdoPrekovce
- Município de KlinaVidanje[14]

Comunidades sérvias menores também estão presentes em Prizren, Gjilan e Kastriot (Obiliq).

### Mídias na língua sérvia nos enclaves:
- RadioKiM
- Rádio Klokot
- Rádio Kontaktplus North Kosovska Mitrovica
- RTV Puls